# LWD Szpak
Az LWD Szpak túra- és futárrepülőgép, a második világháború után tervezett és épített első lengyel repülőgép. Tadeusz Sołtyk vezetésével tervezték az LWD-ben 1944–1945-ben.

## Története
A német megszállás alól felszabadult kelet-lengyelországi Lublinban 1944 októberében Tadeusz Sołtyk vezetésével gyűlt össze egy repülőgép-tervezőkből álló csoport, mely a háborúban elpusztult lengyel repülőgépipar romjain egy új tervezőiroda és repülőgépgyár létrehozását határozták el. A tervezőcsoport egy alsószárnyas, faépítésű túrarepülőgép tervezését kezdte el. A Szpak–1 jelű gépbe egy Svecov M–11F típusú öthengeres csillagmotort terveztek beépíteni. A repülőgépet ugyan nem építették meg, de az elkészített tervek a későbbi Szpak-család alapjait képezték. A tervezőcsoport 1945 elején átköltözött Łódźba, ahol április 1-jén megalapították a Repülő-kísérleti Üzemeket (LWD).
Az LWD-ben a Szpak–1 alapjain megtervezték és megépítették a Szpak–2 típusjelű repülőgépet, mellyel 1945. október 28-án hajtották végre az első felszállást. Ez a gép lett az első működőképes lengyel repülőgép a második világháború után. A gép a berepülés során balesetet szenvedett, a leszállás során eltört az egyik főfutó. A gép kijavítását követően, 1945. november 10-én repült ismét, később ezt a dátumot jelölték meg az első felszállás hivatalos időpontjának.
Az alsószárnyas Szpak–2 szintén faszerkezetű gép volt. Szárnyai merevítettek voltak, a merevítő rudakat a szárny fölött helyezték el. Futóműve merev, hagyományos, hárompontos elrendezésű. A pilótafülke négyszemélyes volt, kétszer két sorban helyezkedtek el az ülések. A gépbe a németek által hátrahagyott Bramo Sh 14 típusú héthengeres csillagmotort építették. A Szpak–2-t sorozatban nem gyártották. Az egyetlen megépített példányát 1947-ig az LWD használta, majd 1947–1948-ban a lengyel kormány szolgálatában állt, ahol könnyű szállító gépként alkalmazták. Mint az első háború utáni lengyel repülőgép, az SP-AAA lajstromjelet kapta 1946. május 10-én. A gép mintegy 500 repülést hajtott végre, 1948. április 5-én selejtezték. A gép a Lengyel Repülési Múzeumba került, ahol szétszerelt állapotban tárolják.
1946 végére készült el a Szpak–2 továbbfejlesztett változata, a Szpak–3, mely a hárompontos futómű helyett tricikli elrendezésű futóművet kapott. A gép SP-AAB lajstromjellel 1946. december 17-én repült először. Ezt a gépet sem gyártották sorozatban. Az egyetlen megépített példányát a lengyel külügyminisztérium futárgépként használta, majd 1947-ben visszaadta a gyártó vállalatnak, az LWD-nek. 1950. március 6-án selejtezték.
A gép következő változata a Szpak–4A típusjelzést kapott műrepülőgép. Elődeitől eltérően törzse fém rácsszerkezetű volt. Kétfős pilótafülkéjében két, egymás mellett elhelyezett ülés volt. Ebből a változatból is csak egy példány készült, mely 1947. május 20-án emelkedett először a levegőbe. Műrepülésre soha sem használták, 1947-től 1948-ig az LWD gyár használta.
A Szpak egyetlen sorozatban gyártott változata a négyüléses Szpak–4T volt. Megtartották a Szpak–3-nál alkalmazott fém törzsrácsot, futóműve hagyományos hárompontos volt. A Szpak–2-től és Szpak–3-tól külsőre a pilótafülkénél alacsonyabb törzs-hátsórészben különbözik. A lengyel Közlekedési Minisztérium megrendelésére a PZL mieleci gyára (később WSK-Mielec) 10 db-ot épített 1947–1948 között. A gép WSK Szpak–4T jelzéssel is ismert. Az első sorozatgyártású gép 1948. január 5-én repült először, de az SP-AAF lajstromjelű példányát már 1947 májusában bemutatták a Poznańi Nemzetközi Vásáron. bemutatták . A PZL-nél gyártott gépek SP-AAF-től SP-AAO-ig terjedtek, továbbá egy gép az SP-AAR lajstromjelet kapta meg. A gépeket a lengyelországi repülőklubok használták. Egy kivételével az összes Szpak–4T-t 1952-ben selejtezték, az SP-AAG lajstromjelű gép azonban még 1955-ig szolgálatban maradt.
Három példánya maradt fenn: a Szpak–2 (SP-AAA), Szpak–3 (SP-AAB), valamint a Szpak–4T SP-AAG lajstromjelű példánya, utóbbi  krakkói Lengyel Repülési Múzeumban van kiállítva.

## Műszaki adatai

### Tömeg- és méretadatok
- Fesztáv: 11,4 m
- Hossz: 8,05 m
- Szárnyfelület: 18,20 m²
- Magasság: 2,4 m
- Üres tömeg: 700 kg
- Legnagyobb felszállótömeg: 1200 kg

### Motorok
- Motor típusa: Bramo Sh 14 héthengeres csillagmotor
- Motorok száma: 1 db
- Maximális teljesítmény: 118 kW (160 LE)

### Repülési adatok
- Szolgálati csúcsmagasság: 3350 m
- Maximális sebesség: 180 km/h
- Hatótávolság: 630 km

## Külső hivatkozások
- A Szpak–4T a Lengyel Repülési Múzeum honlapján (angolul)
- Az LWD Szpak az Ugolok nyeba (airwar.ru) honlapján (oroszul)